# Кут, Халиль
Халиль Кут (тур. Halil Kut; 1882 — 1957) — военный и политический деятель Османской империи, дядя военного министра Энвер-паши.
Один из главных организаторов геноцида армян. В своих мемуарах Халиль Кут заявил, что он убил около 300 000 армян, так же он утверждал после войны, что «старался уничтожить армянский народ до последнего человека».

## Биография
В 1905 году Халиль окончил Военную академию в Стамбуле, после чего три года служил в дислоцированной в Македонии 3-й армии. После младотурецкой революции 1908 года был послан правительством в Иран для ведения подрывной работы против Мухаммед Али-шаха во время конституционной революции в Иране. После контрпереворота 1909 года был отозван в Османскую империю и стал командующим Имперской гвардией.
Во время Балканских войн Халиль-паша командовал отрядом мобильной жандармерии, занимаясь борьбой с бандитизмом в районе Селаника. В 1911 году во время итало-турецкой войны был командирован с группой молодых офицеров в Ливию для организации отпора итальянцам. Перед Первой мировой войной командовал полком жандармерии в вилайете Ван.
После вступления Османской империи в Первую мировую войну Халиль-паша был командиром дивизии в 3-й армии, сражавшейся на Кавказе против России.
После этого он стал командующим войсками в Месопотамии, и в 1915 году его силы взяли Эль-Кут, пленив английского генерала Таунсенда. За этот успех Халиль-паша был произведён в генералы и назначен губернатором вилайета Багдад. После смерти германского военного советника генерала фон дер Гольца 19 апреля 1916 года Халиль-паша стал его преемником на посту командующего 6-й армией.
В 1917 году Энвер-паша приказал Халиль-паше продвинуться в Персию, однако это не принесло успеха туркам. Весной 1917 года англичане взяли Багдад.
28 июня 1918 года Халиль-паша был назначен командующим группой армий «Восток». Группа объединила действовавшие на Кавказе и в Месопотамии 3-ю и 6-ю армии и группу войск «Карс».
По окончании войны Халиль-паша был арестован англичанами и помещён в тюрьму, но бежал оттуда в Москву. После подписания Московского договора 1921 года между РСФСР и Турцией именно Халиль-паша доставил в Турцию золото за возвращение Батума, оккупированного к тому времени турками. Однако оставаться в Турции ему тогда было нельзя, и он вернулся в Москву, а впоследствии выехал в Берлин. Разрешение вернуться в Турцию ему было дано лишь после провозглашения Турецкой республики в 1923 году.